# Aratinga de màscara roja
L'aratinga de màscara roja (Psittacara erythrogenys) és una espècie d'ocell de la família dels psitàcids que habita boscos i conreus de l'oest de l'Equador i nord-oest del Perú. A partir d'exemplars escapats de la captivitat s'han format poblacions en altres llocs. Al nostre àmbit n'hi ha una petita població a València i una altra a Barcelona (a Barcelona força menys comuna que l'aratinga mitrada i l'aratinga de cap blau).
Es diferencia de l'aratinga mitrada, que també és vermella i verda, per la major extensió del vermell, que al cap és més continu i sempre arriba a envoltar l'ull, i que tenyeix la part inferior de les ales i part de les cuixes. Els joves són verds, sense vermell.